# 2215 Sichuan
A 2215 Sichuan (ideiglenes jelöléssel 1964 VX2) a Naprendszer kisbolygóövében található aszteroida. A Bíbor-hegyi Obszervatóriumban fedezték fel 1964. november 12-én.